# Leucochrysa (Nodita) marginalis
Leucochrysa (Nodita) marginalis is een insect uit de familie van de gaasvliegen (Chrysopidae), die tot de orde netvleugeligen (Neuroptera) behoort. 
Leucochrysa (Nodita) marginalis is voor het eerst wetenschappelijk beschreven door Banks in 1915.